# Das Reich kommt wieder
Das Reich kommt wieder ist ein Demoalbum der deutschen Rechtsrock-Band Landser. Es erschien im Jahr 1992 als Musikkassette und wurde 1996 außerdem mit geringer Auflage als CD unter dem Titel Berlin bleibt deutsch veröffentlicht. Die Musikkassette ist seit November 1993 indiziert, die CD-Ausgabe seit März 1997.

## Hintergrund
Nachdem die Band im Jugendclub Konradsberg in Hennigsdorf ihr erstes öffentliches Konzert gegeben hatte und die davon verteilten Mitschnitte Erfolge verzeichnen konnten, entschloss sie sich Ende 1992, einen ersten offiziellen Tonträger aufzunehmen. Michael Regener fungierte dabei erstmals als Sänger, da der bisherige Sänger Sören B. kurz zuvor wegen einer von ihm begangenen Straftat verhaftet worden war, nicht mehr zu den Proben erschien und daher aus der Band ausschied. Die Lieder wurden in einem Lokal in Berlin-Weißensee mit einfacher Studiotechnik auf Kassette aufgenommen, anschließend mit unprofessionellen Mitteln vervielfältigt und anfangs nur im Freundeskreis der Band verteilt.

## Inhalt
Musikalisch sind die meisten Lieder dem Genre Hard Rock zuzuordnen. Lediglich das Lied Nordland ist eine ruhigere Ballade, in dem Skandinavien und das nordische Volk besungen werden. Thematisch widmen sich die Lieder überwiegend typisch rechtsextremen Themen. Dazu gehören die Ablehnung von als minderwertig empfundenen Ethnien und Andersdenkenden, wie Schwarze (Nigger); Türken, Araber und Griechen (Kanake verrecke, Berlin bleibt deutsch) sowie Kommunisten (Schlagt sie tot!). Dabei werden diese Personengruppen unter anderem mit abfälligen Äußerungen belegt, es wird zur Gewaltanwendung gegen sie aufgerufen oder ihre Abschiebung gefordert. Im Stück Kanake verrecke wird außerdem Rache für den 1991 erschossenen Neonazi Rainer Sonntag angekündigt. Des Weiteren werden bestimmte verfeindete Personen des öffentlichen Lebens namentlich genannt. So werden im Lied Rechtsradikal, dessen Melodie sich an das Stück Yellow Submarine von The Beatles anlehnt, die Juden Heinz Galinski, Edgar Miles Bronfman senior und Simon Wiesenthal erwähnt. Ein weiteres Thema ist die Ablehnung der Bundesrepublik Deutschland, zu deren Bekämpfung im Titel Faul aufgerufen wird, wobei gleichzeitig eine Wiederkehr des Deutschen Reiches gefordert wird (Das Reich kommt wieder). Außerdem wird die Rückeroberung der nach dem Ersten beziehungsweise Zweiten Weltkrieg an Polen verlorenen Gebiete angekündigt (Danzig, Breslau und Stettin). In Walvater Wotan wendet man sich gegen das Christentum und verherrlicht die Nordische Mythologie. Die Melodie des ZAst-Songs lehnt sich an das Lied I Want to Hold Your Hand von den Beatles an und richtet sich gegen Asylbewerber. Schlagt sie tot! basiert auf Take ’Em All von der Oi!-Band Cock Sparrer. Lediglich die Stücke Proll-Power, im Original von Kraft durch Froide, und EKU 28 sind reine Trinklieder und enthalten kaum neonazistische Textpassagen. Im Gerichtsurteil zum Verbot der Band wurde besonders auf den Titel Arische Kämpfer hingewiesen, der den Kampfeswillen der Bandmitglieder hervorhebt und zum Zusammenhalt der rechtsextremen Szene gegen Andersdenkende aufruft.

## Covergestaltung
Das Cover ist in Schwarz-weiß gehalten und zeigt die Zeichnung eines Soldaten mit Stahlhelm. Im Hintergrund befinden sich zwei Flugzeuge und zwei Schiffe. Am oberen Bildrand steht der Landser-Schriftzug in Fraktur sowie am rechten Rand von oben nach unten geschrieben der Titel Das Reich kommt wieder. Das Cover der CD-Version zeigt eine Schwarz-Weiß-Rote Flagge auf weißem Hintergrund. Am oberen bzw. unteren Bildrand befinden sich die Schriftzüge Landser und Berlin bleibt deutsch in Schwarz.

## Titelliste
| #  | Titel                       | Länge |
| -- | --------------------------- | ----- |
| 1  | Walvater Wotan              | 2:54  |
| 2  | Arische Kämpfer             | 3:01  |
| 3  | Berlin bleibt deutsch       | 2:45  |
| 4  | Rechtsradikal               | 2:14  |
| 5  | Nordland                    | 2:59  |
| 6  | Schlagt sie tot!            | 2:29  |
| 7  | Für Anne                    | 0:34  |
| 8  | Faul                        | 3:09  |
| 9  | Nigger                      | 2:14  |
| 10 | Türkenmaus                  | 0:45  |
| 11 | Kanake verrecke             | 3:38  |
| 12 | Das Reich kommt wieder      | 3:01  |
| 13 | Nordland (Instrumental)     | 1:27  |
| 14 | Danzig, Breslau und Stettin | 2:26  |
| 15 | ZAst-Song                   | 2:06  |
| 16 | Lollipop                    | 0:50  |
| 17 | Proll-Power                 | 3:35  |
| 18 | EKU 28                      | 4:07  |